# Cay Lorenz von Brockdorff (Theosoph)
Cay Lorenz Graf von Brockdorff (* 24. September 1844 in Neumünster; † 23. Mai 1921 in Meran, Südtirol, Italien) war ein deutscher (kgl. preuß.) Rittmeister, Theosoph und Anthroposoph.

## Leben und Werk

### Beruf, Ehen, Kinder
Er war der Sohn des Landrats Hans Adolf von Brockdorff (1805–1870) und seiner ersten Frau Luise Caroline Christiane, geb. von Buchwald (1816–1850) aus dem Haus Fresenburg.
Brockdorff war königlich-preußischer Rittmeister und heiratete am 25. März 1870 in Potsdam seine erste Frau Sophie von Ahlefeldt (1848–1906), von der er 1879 geschieden wurde. Am 20. September 1880 heiratete er in Darmstadt seine zweite Frau Anna Rosenhagen (1855–1881), die im Wochenbett starb. Am 13. März 1883 heiratete er in Darmstadt zu dritten Mal und zwar erneut seine erste Frau Sophie von Ahlefeldt. Seine vierte Frau war Alexandrine Freiin von Buddenbrock (1866–1955), die er am 1. September 1910 in Wiesbaden heiratete.
Kinder aus der ersten Ehe:
- Sophie Emilie Henriette (Hedda) (1871–1953), Exsp.,[2] f. Stiftsdame Kloster Preetz (1952)[3]
- Cay Lorenz (1873–1918), Major im Feld-Art.-Rgt. 5

Sohn aus der zweiten Ehe:
- Ludwig (1881–1938), Landgerichtsrat ⚭ 1912 Erika von Spalding (1892–1940), (Tochter Ingeborg * 1913, Sohn Cay-Hugo * 1915); Tochter der Wally von Böhlendorff-Kölpin und des Generalmajors Hugo von Spalding

### Theosoph und Anthroposoph
Im November 1893 trat er der Theosophischen Gesellschaft bei und war am 29. Juni 1894 in Berlin Mitbegründer der Deutschen Theosophischen Gesellschaft (D.T.G.). Später (vor 1900) wurde er unter Wilhelm Hübbe Schleiden, dem Präsidenten der D.T.G., Sekretär der D.T.G.-Loge in Berlin. In der Bibliothek der Brockdorffs fanden vor kleinem Publikum regelmäßig Vorträge und Diskussionen über theosophische und philosophische Themen statt. Die Seele des kleinen Zweiges war aber Sophie von Brockdorff.
Gemeinsam mit seiner Frau Sophie lud Brockdorff im September 1900 Rudolf Steiner zu einem Vortrag über Nietzsche in seine Bibliothek. Die Anwesenden waren sehr eingenommen von dem jungen Philosophen und erbaten einen zweiten Vortrag für die kommende Woche. Dieser Vortrag über Goethes Märchen von der Schlange und der Lilie war für Steiner äußerst wichtig, denn er konnte, wie er später sagte, dabei „zum ersten Mal ganz esoterisch sprechen“. Nun wurde er gebeten, weitere Vorträge zu halten und hielt daraufhin die Reihe, die später unter dem Titel Die Mystik im Aufgange des neuzeitlichen Geisteslebens veröffentlicht wurden. Ihnen folgten im nächsten Winter 1901/02 eine weitere Reihe, die er zu dem Buche Das Christentum als mystische Tatsache und die Mysterien des Altertums ausarbeitete. Im November 1900 wurde Marie von Sivers, die spätere Frau Steiners, Mitglied in Brockdorffs D.T.G.-Loge und lernte noch im selben Monat Steiner bei einem seiner Vorträge kennen.
Als Brockdorff im Januar 1902 aus Altersgründen seinen Sekretärsposten aufgab, übernahm Steiner diese Funktion und wurde gleichzeitig Mitglied der Theosophischen Gesellschaft Adyar (Adyar-TG). Brockdorff übersiedelte 1902 nach Algund bei Meran, zog sich weitgehend von der aktiven Theosophie zurück, blieb jedoch weiterhin Mitglied der Theosophischen Gesellschaft. In Algund pflegte er Kontakte zum ebenfalls dort ansässigen Theosophen Franz Hartmann. Nach dem Tod seiner Frau Sophie versuchte er längere Zeit durch ein Medium den Kontakt mit ihr aufrechtzuerhalten.
Etwa 1909/10 war er nach Wiesbaden gezogen, wo er mit seiner letzten Frau Alexandrine lebte. An den theosophischen Angelegenheiten nahm er überwiegend aus der Ferne teil, obschon es in Wiesbaden auch eine theosophische Loge gab. Eine kleine Zahl von Briefen ist aus dieser Zeit erhalten.
Am 7. April 1913 wurde er Mitglied bei der kurz zuvor von Steiner gegründeten Anthroposophischen Gesellschaft und kehrte damit der Adyar-TG den Rücken. In einem Brief an Hübbe Schleiden erklärte er aber deutlich, dass er weiterhin die Werke der englischen Theosophen, insbesondere Annie Besants lese, dass er aber mit der Gründung des Ordens des Sterns im Osten, der die Wiederkunft eines christusgleichen Weltlehrers vorbereiten solle, nicht mitgehen könne. Schon seit Monaten habe er mit sich gerungen; nun sei er dadurch, dass Annie Besant ihn mit der ganzen Sektion ausgeschlossen habe, dieser Entscheidung enthoben.

## Genealogie
- Gothaisches Genealogisches Taschenbuch der Gräflichen Häuser. Zugleich Adelsmatrikel der D.A.G. Teil A (Uradel). 1942. 115. Jahrgang, Justus Perthes, Gotha 1941.
- Hans Friedrich von Ehrenkrook, Carola von Ehrenkrook, Jürgen Thiedicke von Flotow-Stuer, Friedrich Wilhelm Euler. Et. al. Genealogisches Handbuch der Gräflichen Häuser. A (Uradel) 1952. Band I, Band 2 der Gesamtreihe GHdA, Hrsg. Deutsches Adelsarchiv,  C. A. Starke Verlag, Glücksburg (Ostsee) 1952, ISSN 0435-2408, S. 84–85.